# Iglesia de la Intercesión de Harbin
La iglesia de la Intercesión de la Theotokos (en ucraniano: Церква Покрови Пресвятої Богородиці, romanizado: Tserkva Pokrovy Presvyatoyi Bohorodytsi, lit. 'iglesia de la Intercesión de la Santísima Virgen') es un templo ortodoxo situado en la avenida Dazhi del Este, en la ciudad de Harbin, capital de la provincia de Heilongjiang en el nordeste de China. Pertenece a la eparquía de Harbin de la Iglesia ortodoxa china, el templo también era conocido antiguamente como iglesia ucraniana debido a sus congregantes predominantes de Ucrania.

## Descripción
El templo dedicado a la Intercesión de la Madre de Dios (Theotokos) se encuentra en la avenida Dazhi del Este que antiguamente se apodaba la «calle de las iglesias», donde también se encuentran el templo luterano alemán, la iglesia cristiana Nangang de Harbin, y el templo católico polaco, la catedral del Sagrado Corazón.
El templo se originó como una iglesia casera en la Residencia Ucraniana en 1922 y se trasladó a su ubicación actual donde fue reconstruida en 1930 según el estilo de la basílica de Santa Sofía de Constantinopla.
Es actualmente la única iglesia ortodoxa en Harbin, y de hecho en toda China continental, abierta al culto público y regular. La tolerancia del gobierno comunista chino hacia el culto de la iglesia se debe principalmente a que, a diferencia de los católicos y los protestantes, hay muchos menos cristianos ortodoxos en China, con un total de alrededor de 10 000 creyentes, por lo que el gobierno cree que es controlable, y los sacerdotes ortodoxos también son capacitados con el financiamiento del gobierno, con el objetivo de utilizar la iglesia como herramienta para mejorar las relaciones con Rusia.